# Paragomphus z-viridum
Paragomphus z-viridum – gatunek ważki z rodziny gadziogłówkowatych (Gomphidae).